# Vlag van Nistelrode

Vlag van de gemeente Nistelrode
(1975-1994)

De vlag van Nistelrode werd op 27 oktober 1975 bij raadsbesluit vastgesteld als de gemeentelijke vlag van de Noord-Brabantse gemeente Nistelrode. De vlag werd in het raadsbesluit als volgt beschreven:
Twee banen, waarvan de hoogten zich verhouden als 2:1, blauw en rood, met op het midden van de blauwe baan twee gekruiste weverspoelen, en een rode broekingsbaan, waarvan de breedte gelijk is aan 1/3 van de hoogte van de vlag en waarvan het benedenste 1/3 deel geblokt is van 16 stukken wit en rood.
Opmerking: voor breedte moet lengte worden gelezen.
De vlag verwijst naar de textielnijverheid die in de negentiende eeuw een belangrijke inkomstenbron was in de gemeente. Het geblokte patroon in de broekhoek verbeeldt het Brabants bont, een streekeigen weefpatroon. De kleuren van het gemeentewapen zijn aangevuld met de Brabantse kleuren.
Op 1 januari 1994 is Nistelrode opgegaan in de gemeente Bernheze, waarmee de vlag als gemeentevlag kwam te vervallen.

## Verwante afbeeldingen

Wapen van Nistelrode

Aalburg 
· Aarle-Rixtel 
· Alphen en Riel 
· Bakel en Milheeze 
· Beek en Donk 
· Beers 
· Berghem 
· Berkel-Enschot 
· Berlicum 
· Bladel en Netersel 
· Borkel en Schaft 
· Boxmeer 
· Budel 
· Chaam 
· Cuijk 
· Cuijk en Sint Agatha 
· Den Dungen 
· Diessen 
· Dinteloord en Prinsenland 
· Drunen 
· Dussen 
· Engelen 
· Erp 
· Esch 
· Escharen 
· Fijnaart en Heijningen 
· Geffen 
· Geldrop 
· Gemert 
· Giessen 
· Ginneken en Bavel 
· Grave 
· 's Gravenmoer 
· Haaren 
· Halsteren 
· Haps 
· Heesch 
· Heeswijk-Dinther 
· Heeze 
· Helvoirt 
· Hoeven 
· Hooge en Lage Mierde 
· Hooge en Lage Zwaluwe 
· Hoogeloon, Hapert en Casteren 
· Huijbergen 
· Klundert 
· Landerd 
· Leende 
· Liempde 
· Lieshout 
· Lith 
· Luyksgestel 
· Maarheeze 
· Maasdonk 
· Made en Drimmelen 
· Megen, Haren en Macharen 
· Mierlo 
· Mill en Sint Hubert 
· Moergestel 
· Nieuw-Ginneken 
· Nieuw-Vossemeer 
· Nistelrode 
· Nuland 
· Oeffelt 
· Oost-, West- en Middelbeers 
· Oploo, Sint Anthonis en Ledeacker 
· Ossendrecht 
· Oud en Nieuw Gastel 
· Oudenbosch 
· Prinsenbeek 
· Putte 
· Raamsdonk 
· Ravenstein 
· Reusel 
· Riethoven 
· Rijsbergen 
· Rijswijk 
· Roosendaal en Nispen 
· Rosmalen 
· Schaijk 
· Schijndel 
· Sint Anthonis 
· Sint-Oedenrode 
· Sprang-Capelle 
· Standdaarbuiten 
· Terheijden 
· Teteringen 
· Uden 
· Udenhout 
· Veghel
· Vessem, Wintelre en Knegsel 
· Vierlingsbeek 
· Vlijmen 
· Wanroij 
· Waspik 
· Werkendam 
· Westerhoven 
· Willemstad 
· Woudrichem 
· Wouw 
· Zeeland 
· Zevenbergen